# Tuluníes
Los Tuluníes fueron la primera dinastía independiente del Egipto islámico (868-905). Los conflictos internos entre los abasíes significaron que amplias áreas alejadas del imperio se fueran independizando; de esta forma, en el 868 el oficial turco Ahmad ibn Tulun (868-884), gobernador de Egipto, se declaró independiente. 
Con los impuestos que ya no recaudaba el califa se mejoraron las irrigaciones y se construyó una flota, de forma que se estimuló la economía local y el comercio. En el 878 fueron ocupadas Palestina y Siria para defender mejor Egipto de un posible ataque abássida. 
Bajo Jumarawayh (884-895) un ambicioso programa constructivo y los gastos de la corte llevaron las finanzas a la quiebra. Tras su asesinato la dinastía decayó rápidamente. En el 905 Egipto volvió a ser ocupado por los abasíes.

## Historia

### Ahmad Ibn Tulun
Ahmad ibn Tulun fue un miembro de la guardia turca de Asia central, formada inicialmente en Bagdad y más tarde instalada en Samarra, desde su designación como la sede del califato por al-Mutasim. En 254/868, Ibn Tulun fue enviado a Egipto como gobernador residente por Bāyakbāk (m. 256/870), el representante del califa abasí Al-Mu'tazz. Ibn Tulun estableció rápidamente una presencia militar y financiera en la provincia de Egipto mediante la creación de un ejército egipcio independiente y al hacerse cargo de la gestión de los tesoros de Egipto y Siria. En 877, las tropas del califato fueron enviadas contra él, debido a su pago insuficiente de tributo. Ahmad Ibn Tulun, sin embargo, mantuvo su poder y tomó Siria el año siguiente.
Su reinado de más de diez años le permitió dejar a su hijo y heredero Jumarawayh un ejército bien entrenado, una economía estable y una burocracia con experiencia para supervisar los asuntos del Estado.
Con plena autonomía, una vez que el impuesto sobre la renta ya no tenía que ir al califa de Bagdad, fue posible desarrollar obras de irrigación y construir una marina de guerra, lo que estimuló en gran medida la economía local y el comercio. En 878, el valle del Jordán fue ocupado por los tuluníes, extendiéndose hacia el norte hasta los puestos avanzados en las montañas del Antilíbano en la frontera bizantina, lo que les permitió defender Egipto contra un posible ataque abasí.

### Jumarawayh
Tras la muerte de su padre, Jumarawayh tomó el control como el heredero designado. El primer desafío que enfrentó fue la invasión de Siria por los ejércitos enviados por al-Muwaffak, el  regente de facto durante el reinado del califa Al-Mutamid. Jumarawayh también tuvo que lidiar con la deserción de Ahmad ibn Muhammad al-Wasiti al campamento de los invasores, aliado clave de su padre por un tiempo largo.
El joven tuluní alcanzó logros políticos y militares, lo que le permitió extender su autoridad desde Egipto hasta el norte de Irak, y tan al norte como Tarso por 890. Siendo ahora un actor importante en el escenario político del Cercano oriente, negoció dos tratados con los abasíes. En el primer tratado en 886, al-Muwaffak reconocía la autoridad tuluní sobre Egipto y las regiones de Siria durante un período de treinta años. El segundo tratado, alcanzado con Al-Mu'tadid en 892, confirmó los términos del acuerdo anterior. Ambos tratados también trataron de confirmar el estado del gobernador tuluní como vasallo de la familia califal sentado en Bagdad.
A pesar de sus logros, el reinado de Jumarawayh también sentó las bases para la desaparición de la dinastía. El Agotamiento financiero, las luchas políticas internas y los ataques de los abasíes serían todos contribuyentes a la ruina de los tuluníes. Jumarawayh también era totalmente dependiente de sus soldados turcos y subsaharianos. Bajo la administración de Jumarawayh, se desestabilizan las finanzas y poder militar del estado sirio-egipcio. Tras agotar las arcas del estado, Jumarawayh fue asesinado por uno de sus criados.

### Decadencia
Los emires posteriores de la dinastía fueron todos gobernantes ineficaces, confiando en sus soldados turcos y negros para ejecutar los asuntos del Estado.
El hijo de Jumarawayh, Abu 'l-Ashir (también conocido como Jaysh) fue depuesto por el mando militar tuluní en 896, poco después de su llegada al poder. Fue sucedido por su hermano, Harún. A pesar de que gobernaría durante ocho años, no fue capaz de revitalizar la dinastía, y fue asesinado en 904, después de que el ejército abasí recuperara Siria y estuviera a punto de invadir el propio Egipto. El sucesor de Harun, su tío Shayban Ibn Ahmad Ibn Tulun, fue incapaz de resistir una invasión abasí bajo el mando de Muhammad ibn Sulayman, con el apoyo naval de las fuerzas fronterizas dirigidas por Damián de Tarso. Esto puso fin a su reinado y el de los tuluníes.

## Gobernantes
- Ahmad ibn Tulun (868-884)
- Jumarawayh (884-896)
- Abu l-Ashir (896)
- Harún (896-904)
- Shaiban (904-905)